# Кома (оптика)

Схема образования комы: лучи, приходящие под углом к оптической оси, собираются не в одной точке

Ко́матическая аберрация или Ко́ма (от др.-греч. κόμη — волосы) — одна из пяти аберраций Зейделя оптических систем, приводящая к нарушению гомоцентричности широких световых пучков, входящих в систему под углом к оптической оси.

## Сущность явления
Каждый участок оптической системы, удалённый от её оси на расстояние d (кольцевая зона), даёт изображение светящейся точки в виде кольца, радиус которого тем больше, чем больше d; может рассматриваться как сферическая аберрация лучей, проходящих не через оптическую ось системы. Центры колец не совпадают, в результате чего их наложение, то есть изображение точки, даваемое системой в целом, принимает вид несимметричного пятна рассеяния, похожего на комету. Этим сходством и обусловлено название аберрации. Размеры пятна пропорциональны квадрату угловой апертуры системы и удалению точки-объекта от оси оптической системы.
Кома очень велика в параболических рефлекторах и является основным фактором, ограничивающим их поле зрения. В сложных оптических системах кому обычно исправляют совместно со сферической аберрацией подбором линз. Оптические системы с исправленными коматической и сферической аберрацией называются апланатами. Если при изготовлении системы допущена децентровка одной из поверхностей, то кома искажает изображения и тех точек, которые расположены на оси оптической системы.
Вертикальная кома является наиболее выраженной из аберраций высокого порядка у пациентов с кератоконусом, заболеванием роговицы.